# Revilla de Pienza
Revilla de Pienza es una localidad española perteneciente al término municipal burgalés de Merindad de Montija, en la comunidad autónoma de Castilla y León. Se encuentra al norte de Quintanilla de Pienza y al sur de Barcenillas, en la carretera N-629.

## Historia
La localidad contaba a mediados del siglo XIX con 80 habitantes.  En 2019 tenía 17 habitantes según el Instituto Nacional de Estadística. Aparece descrita en el decimotercer volumen del Diccionario geográfico-estadístico-histórico de España y sus posesiones de Ultramar de Pascual Madoz de la siguiente manera:

REVILLA DE PIENZA: l. de la prov., dióc., aud. terr. y c. g. de Burgos (13 leg.), part. jud. de Villarcayo (1 1/2) y ayunt, titulado de la merindad de Montija, cuya cap. es Villasante (1 1/2). sit. cerca del r. Trueva y junto á un pequeño cerro poblado de robles: su clima es templado en verano y frio en las demas estaciones; reinan indistintamente todos los vientos, y las enfermedades mas comunes son las fiebres y alguna que otra pulmonía. Cuenta 24 casas y una igl. parr. (San Miguel), con cementerio contiguo á la misma, la cual está servida por un cura párroco y un sacristan, cuyo curato es de presentacion del abad de Rosales y lo provee el ordinario en hijos patrimoniales. Los hab. para beber y demas usos se surte de las aguas del espresado r., que son de buena calidad. El térm. confina N. Baranda; E. Barrio-Suso; S. Quintanillo, y O. Gayangos. Su terreno es secano y de segunda y cuarta clases: le atraviesa en direccion de N. á S. el citado r., cuyo paso facilita un puente de madera. Los caminos son rurales y se hallan en mediano estado, y la correspondencia se recibe de la estafeta de Villalazara. Sus prod. son trigo, centeno, cebada, legumbres y yeros; cría ganado lanar, vacuno, yeguar y cabrío; caza de perdices y palomas, y pesca de truchas y otros peces menores. ind.: la agrícola y 2 molinos, uno de linaza y otro harinero. pobl.: 20 vec., 80 alm. cap. prod.: 147,300 rs. imp.: 14,447
(Madoz, 1849, p. 437)